# Cnemidophorus communis
Cnemidophorus communis är en ödleart som beskrevs av  Cope 1878. Cnemidophorus communis ingår i släktet Cnemidophorus och familjen tejuödlor. IUCN kategoriserar arten globalt som livskraftig.

## Underarter
Arten delas in i följande underarter:
- C. c. mariarum
- C. c. communis